# Michel Cogoni
Michel Cogoni, né en 1936 et mort le 9 août 1969, est un journaliste, animateur de radio et de télévision, chanteur et comédien français.

## Biographie
Engagé par Lucien Morisse, après avoir gagné en 1959 la Coupe des meneurs de jeu d'Europe N°1, il présente pendant plusieurs années Séance de nuit avec Harold Kay. On le retrouve avec Fabrice sur RTL dans Super Hit-Parade, une émission en public.
À la même époque, sur la même antenne, il produit une émission pour les femmes Écoutez-moi. La grande popularité viendra grâce à Dans le vent sur Europe N°1, émission reprise en animation par Hubert Wayaffe en 1965.
Parallèlement, il mènera une carrière de chanteur, enregistrant plusieurs albums (sa reprise de « Monia » en 1969 connaîtra un honorable succès), ainsi que de comédien de doublage.
En 1968, il entre à Radio Monte Carlo.

## Doublage
- Russ Tamblyn dans :
  - La première balle tue (1956) : Eric Doolittle
  - La Dernière Chasse (1956) : Jimmy O'Brien
  - Les Amours enchantées (1962) : le bûcheron
  - La Maison du diable (1963) : Luke Sanderson
  - Le Fils d'un Hors-la-loi (1965) : Johnny

- Luciano Marin dans :
  - Toryok, la furie des barbares (1960) : Donar
  - Le Géant de Thessalie (1961) : Eurysthée
  - Maciste contre les monstres (1962) : Aydar
  - Les Tartares (1962) : Éric

- Fabian Forte dans :
  - Le Grand Sam (1960) : Billy Pratt
  - Cinq Semaines en ballon (1962) : Jacques
  - M. Hobbs prend des vacances (1962) : Joe

- George Hamilton dans :
  - Celui par qui le scandale arrive (1960) : Theron Hunnicutt
  - Quinze Jours ailleurs (1962) : Davie Drew

- Steve Reeves dans :
  - Romulus et Rémus (1961) : Romulus
  - Le Fils de Spartacus (1962) : Randus

- Bobby Darin dans :
  - La Ballade des sans-espoir (Too Late Blues) : (1961) : John Wakefield
  - L'enfer est pour les héros (1962) : Corby

- 1958 : Le Pigeon : Mario Angeletti (Renato Salvatori)
- 1958 : Contre-espionnage à Gibraltar : le sergent d'ordonnance (Victor Maddern)
- 1959 : Deux Rouquines dans la bagarre : Williams (Myron Healey)
- 1959 : Ceux de Cordura : Michael Callan (Andrew Hetherington)
- 1959 : Le Génie du mal : Sid Brooks (Martin Milner)
- 1959 : Le Pont : Walter Forst (Michael Hinz)
- 1960 : La Charge de Syracuse : le jeune apprenti (Enrico Olivieri)
- 1961 : Maciste contre le Cyclope : Efros (Massimo Righi)
- 1961 : Soliman le Magnifique : Boris Gregorich (Luciano Marin)
- 1961 : Les lauriers sont coupés : Ted (Brett Halsey)
- 1961 : Atlantis, terre engloutie : Demetrios (Anthony Hall)
- 1961 : Esther et le Roi : Samuel (Gabriele Tinti)
- 1961 : Le Triomphe de Maciste : Maciste (Kirk Morris)
- 1961 : Le Cercle de feu : Roy Anderson (James Johnson)
- 1962 : L'Ange de la violence : Berry-Berry Willart (Warren Beatty)
- 1962 : L'Épée enchantée : Sir George (Gary Lockwood)
- 1962 : Maciste dans la vallée des lions : Maciste (Ed Fury)
- 1962 : L'Esclave du pharaon : Joseph (Geoffrey Horne)
- 1962 : Doux Oiseau de jeunesse : Moustique (Davis Roberts)
- 1962 : Sodome et Gomorrhe : Astaroth (Stanley Baker)
- 1964 : L'Effroyable Secret du docteur Hichcock : Kurt Lowe (Montgomery Glenn)
- 1965 : El Chuncho : Bill 'Niño' Tate (Lou Castel)

## Décès
Le 9 août 1969, il trouve la mort dans un accident de voiture : alors qu'il circule, vers 3 heures du matin, sur la route de l'Esterel, entre Théoule-sur-Mer et Cannes au volant d'un cabriolet Peugeot 204, il perd soudainement le contrôle de sa direction. Sa voiture fait une embardée et, après avoir effectué un tonneau, tombe, roues en l'air, écrasant sous son poids Michel Cogoni. Il est transporté à l'hôpital de Cannes mais ne survit pas à ses blessures.
Il avait 33 ans. Le soir même, Johnny Hallyday lui rendra hommage sur scène pendant son concert à Port Barcarès.

## Représentations
- 1956 : La Plume de Pierre Barillet et Jean-Pierre Gredy, mise en scène Jean Wall, Théâtre Daunou